# Andrija Živković
Andrija Živković (în sârbă Андрија Живковић, pronunțat [ǎndrija ʒǐːʋkoʋitɕ]; n. 11 iulie 1996) este un fotbalist sârb care joacă pentru echipa portugheză Benfica și echipa națională a Serbiei pe postul de mijlocaș.
El este cel mai tânăr jucător care a jucat pentru naționala Serbiei vreodată, precum și cel mai tânăr căpitan de la Partizan din istoria clubului.
Živković a fost un membru vital al echipei naționale sub 20 de ani din Serbia, care a câștigat Camprinatul Mondial FIFA U-20 2015, marcând două goluri și oferind două pase de gol.

## Cariera pe echipe

### Partizan
Živković s-a alăturat echipei Partizan în septembrie 2009. El a fost membru al unei generației promițătoare a clubului, alături de Danilo Pantić și Nemanja Radonjić, printre alții.

#### Sezonul 2012-2013
Živković și-a făcut debutul competitiv pentru prima echipă într-un meci de campionat împotriva lui Novi Pazar pe 28 aprilie 2013, înlocuindu-l pe Darko Brašanac în minutul 65, într-un meci care s-a terminat cu o remiză fără goluri. Aceasta a fost singurul lui meci în sezonul 2012-2013, în care clubul a câștigat al șaselea titlu consecutiv.

#### Sezonul 2013-2014
După o lungă perioadă de negocieri, Živković a semnat primul său contract la profesiști cu Partizan pe 23 august 2013, pe o perioadă de trei ani. A înscris primul gol pentru clu într-un meci oficial doar două zile mai târziu, după ce a fost înlocuit cu Nikola Ninković, într-o victorie scor 5-1 pe teren propriu în fața echipei Radnički Kragujevac. Ulterior, Živković a marcat câte un gol în fiecare din următoarele trei meciuri, într-o victorie de 3-1 pe teren propriu cu Rad, într-o victorie scor 2-1 împotriva lui Sloboda Užice, precum și într-o victorie acasă cu 2-0 asupra lui OFK Belgrad.
La 4 martie 2014, Živković a devenit cel mai tânăr căpitan al lui Partizan din toate timpurile la 17 ani, 7 luni și 18 zile. Acest record a fost deținut anterior de Nikola Ninković, care a condus echipa la 17 ani, 10 luni și 12 zile. În primul său sezon la echipa mare, Zivković a jucat în 25 de meciuri și a marcat cinci goluri.

#### Sezonul 2014-2015
În cel de-al treilea sezon senior, Živković a jucat titular încă de la începutul sezonului, în ciuda faptului că nu a reușit să înscrie în niciun concursmeci. De asemenea, el a jucat în cinci meciuri în faza grupelor UEFA Europa League. După ce nu a reușit să marcheze timp de câteva luni, a înscris primul gol al sezonului într-o victorie scor 5-1 într-un meci acasă cu Borac Čačak la 7 decembrie 2014. A reușit să mai marcheze și după pauza de iarna, marcând în alte patru meciuri de campionat, numărându-se aici și victoria cu 3-1 obținută în fața lui OFK Belgrad la 13 aprilie 2015. În total, Živković a jucat în 40 de meciuri în toate competițiile și a marcat șapte goluri, ajutându-și echipa să câștige campionatul.

#### Sezonul 2015-2016
După ce a pierdut o mare parte din pregătire cu Partizan fiind convocat în cadrul echipei naționale, Živković a făcut prima sa apariție a sezonului într-o victorie scor 1-0 pe teren propriu  cu Dila Gori în prima etapă a celei de-a doua runde de calificare în Liga Campionilor UEFA  din 14 iulie 2015. A intrat în teren în minutul 60, înlocuindu-l pe Aboubakar Oumarou și reușind să obțină o lovitură liberă în minutul 81, fază în urma căreia echipa sa a marcat și a câștigat meciul. La 17 iulie 2014, Živković a marcat primul gol în meciul de campionat cu Metalac Gornji Milanovac, meci care s-a încheiat cu scorul de 4-0. Apoi a înscris primul gol pentru club în competițiile UEFA pe 5 august 2015 într-o victorie acasă cu 4-2 împotriva lui Steaua București. A dat și o pasă de gol în acest meci, ajutând-o pe Partizan să ajungă în play-offul Ligii Campionilor.
La 17 septembrie, Živković a înscris un gol și a dat o pasă de gol într-o victorie scor 3-2 de pe teren propriu cu AZ în prima etapă a grupelor Europa League. Ulterior, la 1 octombrie, a marcat o dublă în meciul câștigat cu 3-1 în deplasare împotriva lui Augsburg. În al cincilea meci al grupei, Živković și-a continuat forma de marcator, înscriind golul câștigător împotriva lui AZ, într-o victorie scor 2-1 pe 26 noiembrie.
La 4 februarie 2016, Živković a fost exclus din lot pentru că a refuzat să-și extindă contractul cu clubul.

### Benfica

#### Sezonul 2016-2017
La 5 iulie 2016, Živković a semnat un contract pe cinci ani cu campioana portugheză SL Benfica. El a fost adus liber de contract după încheierea înțelegerii sale cu Partizan. I s-a acordat tricoul cu numărul 17. A debutat pentru Benfica pe 2 octombrie, intrând în minutul 84 în locul lui Gonçalo Guedes. El și-a făcut debutul în Liga Campionilor cinci luni mai târziu într-o înfrângere scor 4-0 în deplasare cu Borussia Dortmund. El a încheiat sezonul câștigând campionatul cu Benfica, dar nu a înscris niciun gol în 15 partide.

#### Sezonul 2017-2018
Živković a jucat primul său meci pentru Benfica în sezonul 2017-2018 împotriva echipei Rio Ave.

## Cariera internațională
Živković a fost un component-cheie al echipei naționale sub 17 a Serbiei în două campanii de calificare la Campionatului European sub 17 al UEFA dar în ambele ocazii nu s-a calificat la turneul final. El a primit ulterior prima sa convocare la echipa națională mare din partea selecționerului Siniša Mihajlović, în urma meciurilor bune făcute în campionat. La 11 octombrie 2013, Živković a devenit cel mai tânăr jucător care a debutat pentru Serbia, la vârstă de 17 ani, după ce l-a înlocuit pe Zoran Tošić, într-o victorie obținută într-un meci cu Japonia, scor 2-0.
Ulterior, Živković a participat la Campionatul European sub-19 ani din 2014. A jucat în primele două meciuri ale turneului, înainte de a părăsi echipa după ce clubul său a decis să nu-l mai lase la națională. Serbia a fost în cele din urmă eliminată de Portugalia după penaltiuri în semifinala competiției.
De asemenea, Živković a fost ales să-și reprezinte țara la Campionatul Mondial sub 20 de ani din 2015. A jucat în toate cele șapte meciuri ale echipei sale, câștigând trofeul. Mai mult, Živković a reușit să înscrie două goluri, unul împotriva Mexicului din lovitură liberă, care a fost votat drept cel mai bun gol al turneului.

### Echipa națională a Serbiei
Živković și-a făcut debutul pentru echipa națională de fotbal a Serbiei la 11 octombrie 2013, devenind cel mai tânăr debutant din istoria echipei naționale.
În iunie 2018, Živković a fost inclusă în lotul definitiv de 23 de jucători pentru Campionatul Mondial din 2018, unde a jucat într-un meci împotriva Braziliei.

## Statistici privind cariera

### Club
Începând cu data de 14 martie 2019 
| Club          | Sezon         | Campionat         | Campionat | Campionat | Cupă    | Cupă   | Continental | Continental | Altele  | Altele | Total   | Total  |
| Club          | Sezon         | Divizie           | Meciuri   | Goluri    | Meciuri | Goluri | Meciuri     | Goluri      | Meciuri | Goluri | Meciuri | Goluri |
| ------------- | ------------- | ----------------- | --------- | --------- | ------- | ------ | ----------- | ----------- | ------- | ------ | ------- | ------ |
| Partizan      | 2012-2013     | SuperLiga Serbiei | 1         | 0         | 0       | 0      | 0           | 0           | 0       | 0      | 1       | 0      |
| Partizan      | 2013-2014     | SuperLiga Serbiei | 23        | 5         | 1       | 0      | 1           | 0           | 0       | 0      | 25      | 5      |
| Partizan      | 2014-2015     | SuperLiga Serbiei | 24        | 5         | 6       | 2      | 10          | 0           | 0       | 0      | 40      | 7      |
| Partizan      | 2015-2016     | SuperLiga Serbiei | 15        | 7         | 1       | 0      | 11          | 5           | 0       | 0      | 27      | 12     |
| Partizan      | Total         | Total             | 63        | 17        | 8       | 2      | 22          | 5           | 0       | 0      | 93      | 24     |
| Benfica       | 2016-2017     | Primeira Liga     | 15        | 0         | 5       | 1      | 1           | 0           | 3       | 0      | 24      | 1      |
| Benfica       | 2017-2018     | Primeira Liga     | 21        | 3         | 1       | 0      | 5           | 0           | 3       | 0      | 30      | 3      |
| Benfica       | 2018-2019     | Primeira Liga     | 16        | 0         | 4       | 0      | 7           | 0           | 2       | 0      | 29      | 0      |
| Benfica       | Total         | Total             | 52        | 3         | 10      | 1      | 13          | 0           | 8       | 0      | 83      | 4      |
| Total carieră | Total carieră | Total carieră     | 115       | 20        | 18      | 3      | 35          | 5           | 8       | 0      | 176     | 28     |

Note
1. 1 2 3  Appearances in the Taça da Liga

### Internaţional
Din 25 martie 2019
| Echipa națională | An    | Meciuri | Goluri |
| ---------------- | ----- | ------- | ------ |
| Serbia           | 2013  | 2       | 0      |
| Serbia           | 2014  | 0       | 0      |
| Serbia           | 2015  | 1       | 0      |
| Serbia           | 2016  | 2       | 0      |
| Serbia           | 2017  | 2       | 0      |
| Serbia           | 2018  | 7       | 0      |
| Serbia           | 2019  | 2       | 0      |
| Total            | Total | 16      | 0      |

## Titluri

### Club
- Superliga Serbiei: 2014-15
- Cupa Serbiei: 2015-16
- Primeira Liga: 2016-2017, 2018-2019
- Taça de Portugal: 2016-2017

### Internațional
- Campionatul Mondial FIFA U-20: 2015

### Individual
- Sportivul anului Niš (2015)[31]